# Остерманы
Остерма́н (нем. Osterman, Ostermann) — графский род, происходящий из графства Маркского в Вестфалии.
Потомство бургомистра г. Бохума (Вестфалия) Маттиаса Остермана, жившего на рубеже XVI и XVII в. В 1796 г. фамилия и титул графов Остерман перешла к Александру Ивановичу Толстому, а в 1863 г. — к князю Мстиславу Валериановичу Голицыну.
Род графов Остерман и кн. Голицына графа Остерман внесен в V ч. родословных книг Рязанской и С.-Петербургской губ.

## Известные представители
- Остерман, Андрей Иванович (1686—1747) — граф, русский дипломат немецкого происхождения.
- Остерман, Анна Андреевна (1724—1769) — дочь графа А. И. Остермана (в замужестве Толстая), бабка графа Александра Ивановича Остермана-Толстого.
- Остерман, Аня (род. 1993) — словенская байдарочница.
- Остерман, Иван:[править]  -  Остерман, Иван Андреевич (1725—1811) — дипломат, сын графа А. И. Остермана.
  -  Остерман, Иван Иванович (1683—1743) — воспитатель царевен Екатерины, Анны, Прасковьи — дочерей царя Ивана V Алексеевича, министр-резидент (посол) Мекленбургского герцогства в Санкт-Петербурге, тайный советник, барон, брат А. И. Остермана.
- Остерман, Иоганн Адольф (1681—1711) — немецкий юрист, преподаватель Йенского университета, брат А. И. Остермана.
- Остерман, Марфа Ивановна (урождённая Стрешнева; 1698—1781) — статс-дама Екатерины I, жена вице-канцлера Андрея Остермана.
- Остерман, Фёдор Андреевич (1723—1804) — действительный тайный советник, сын графа А. И. Остермана.
- Остерман-Толстой, Александр Иванович (1770/1772—1857) — граф, генерал от инфантерии, герой Отечественной войны 1812 года.

## Описание герба
Щит разделен горизонтально на две части лазоревого цвета полосой, на которой изображены три золотые шестиугольные звезды. В верхней части в серебряном поле размещен до половины выходящий с распростёртыми крыльями коронованный двуглавый чёрный орел. В нижней части в золотом поле пальмовое дерево — известный с древности герб, употребляемый фамилией Остерманов.
На щит наложена графская корона, с тремя турнирными шлемами, из коих средний серебряный по достоинству увенчан и держит на себе чернаго орла с золотыми на двух главах его коронами; второй шлем на правой стороне украшен пальмовым деревом, а третий на левой стороне дворянским бурлетом со страусовыми перьями. Под щитом начертан девиз герба: NEC SOL NEC FRIGORA MUTANT (ни жар ни хлад не изменяют). Намет на щите голубой, серебром подложенный. Щит держат два страуса.